# Mokré (Litvínovice)
Mokré (německy Gauendorf) je vesnice, část obce Litvínovice v okrese České Budějovice v Jihočeském kraji. Nachází se asi 2,5 kilometru západně od Litvínovic. Je zde evidováno 260 adres. Najdete zde různé kapličky [např. z roku 1881], rybníčky a malý obchod a hospůdku. Jsou i dvě nové části Mokrého, kde jsou novostavby. Je zde i tenisové a beachvoleyballové hřiště a fotbalové hřiště. V roce 2011 zde trvale žilo 550 obyvatel.
Mokré leží v katastrálním území Litvínovice o výměře 5,87 km².

## Historie
První písemná zmínka o vesnici pochází z roku 1331. V roce 1921 zde stálo 70 domů a žilo zde 479 obyvatel, z toho 301 Čechů a 176 Němců.

## Obyvatelstvo
| Rok            | 1869 | 1880 | 1890 | 1900 | 1910 | 1921 | 1930 | 1950 | 1961 | 1970 | 1980 | 1991 | 2001 | 2011 | 2021 |
| -------------- | ---- | ---- | ---- | ---- | ---- | ---- | ---- | ---- | ---- | ---- | ---- | ---- | ---- | ---- | ---- |
| Počet obyvatel | 165  | 150  | 172  | 171  | 207  | 204  | 235  | 186  | 213  | 218  | 224  | 208  | 260  | 550  | 614  |
| Počet domů     | 23   | 26   | 25   | 26   | 29   | 32   | 45   | 55   | 55   | 55   | 59   | 68   | 85   | 185  | 217  |

## Obecní správa
Od roku 1850 bylo Mokré samostatnou obcí s osadou Šindlovy Dvory. Ty se osamostatnily roku 1933 a během války v letech 1943–1945 k nim bylo připojeno Mokré. 1. ledna 1960 se opět připojily Šindlovy Dvory a následně se obě vesnice staly součástí obce Litvínovice.

## Pamětihodnosti
- Vodojem

## Další fotografie

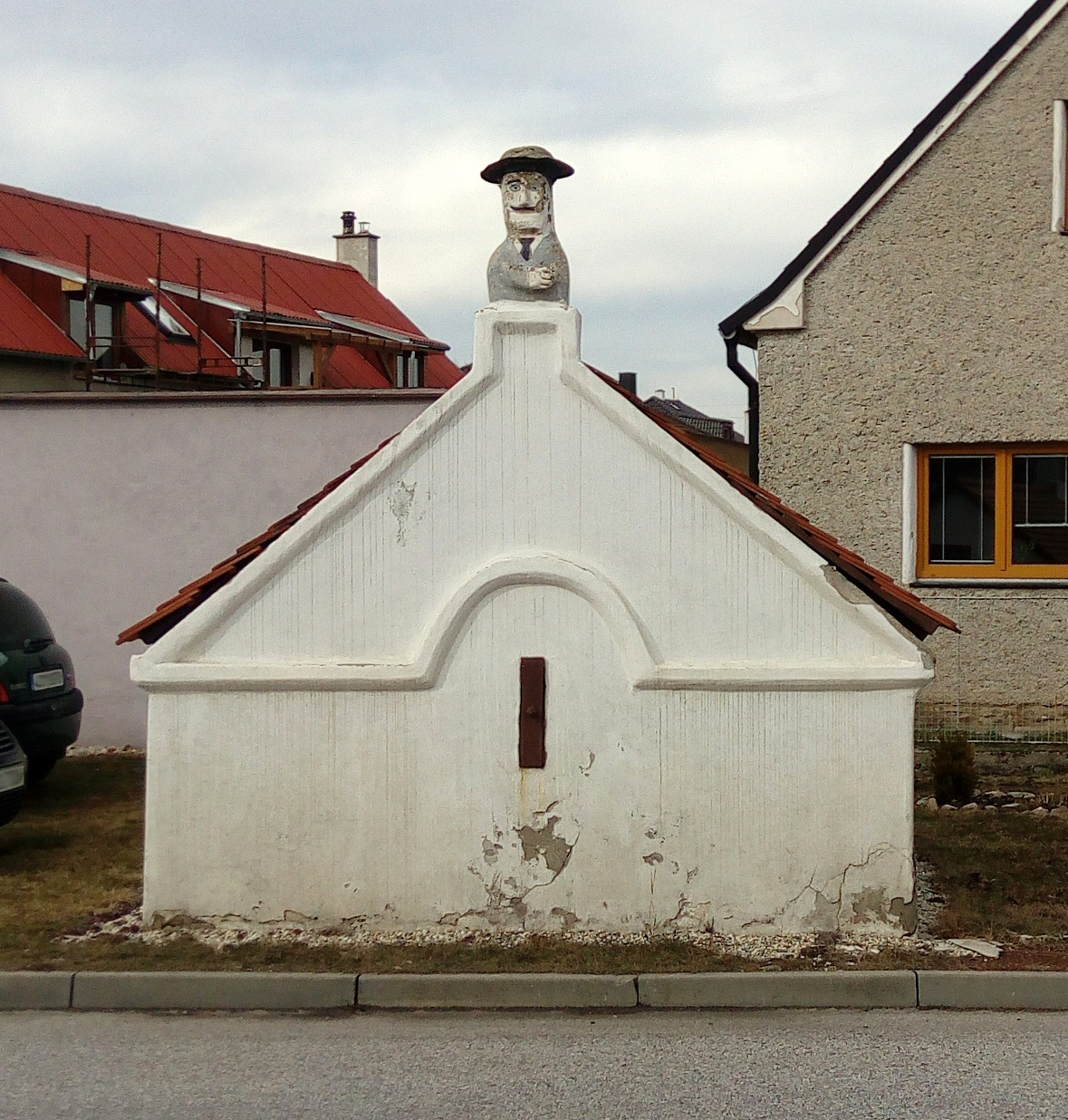
Vodojem
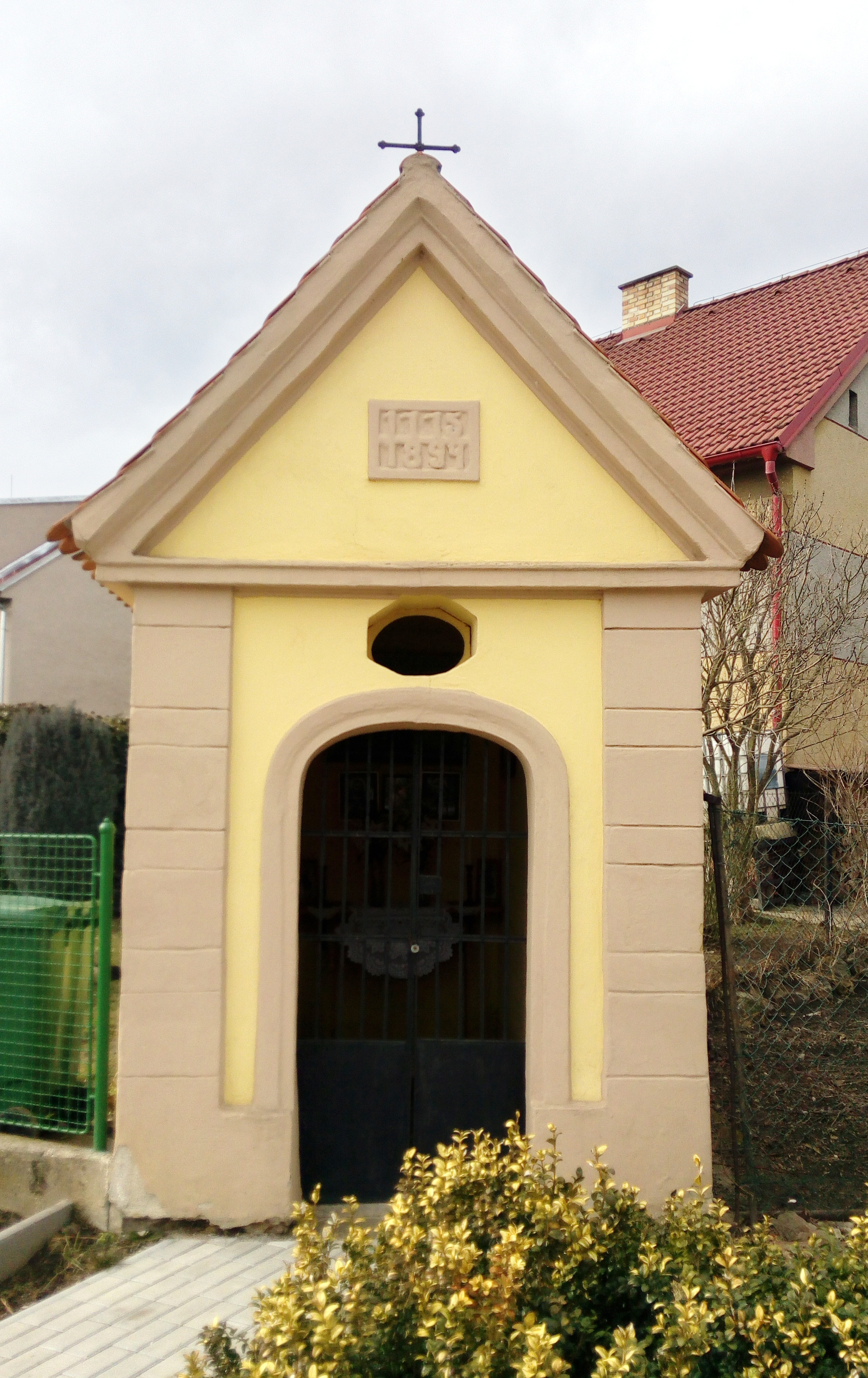
Výklenková kaplička
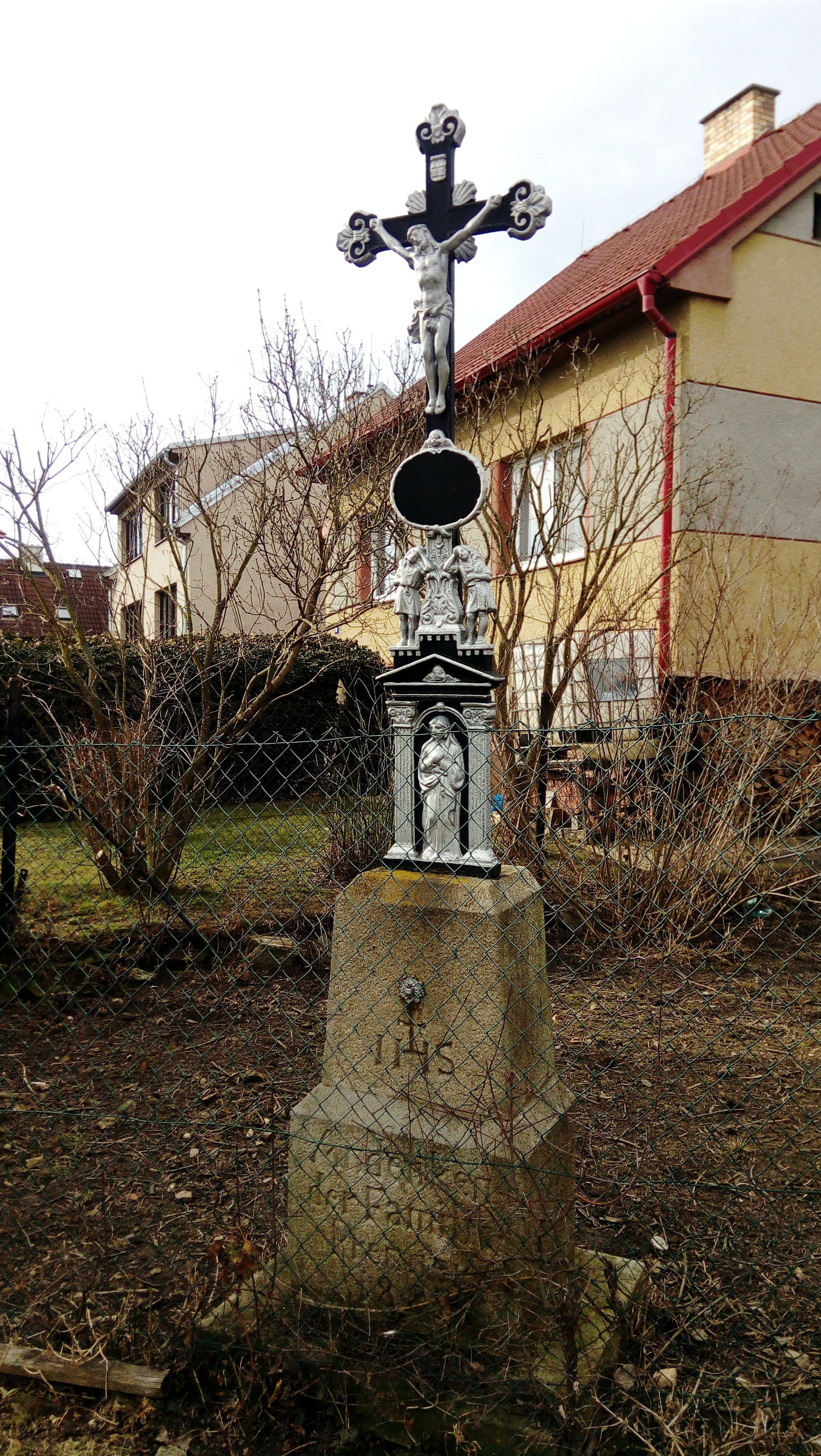
Křížek s datací 1885
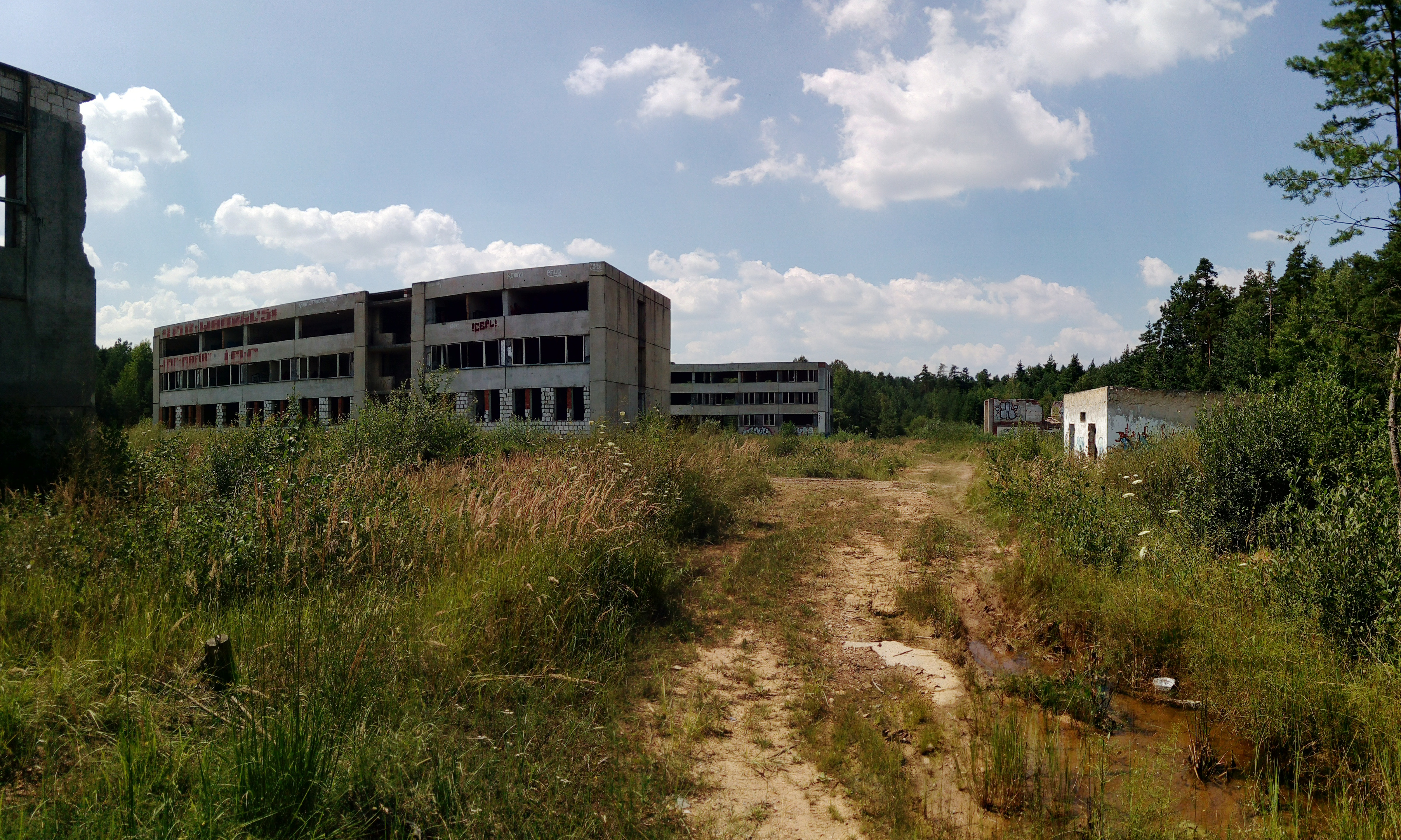
Bývalá kasárna jihozápadně od vsi